# Donatien Frémont
Pour les articles homonymes, voir Frémont.
Donatien Frémont (7 janvier 1881 - 19 juin 1967) est un historien, un journaliste et un défricheur canadien.

## Biographie
Né à Erbray, en Loire-Atlantique, il émigra au Québec à l'instigation du curé-colonisateur Jean Gaire. Arrivé chez un oncle à Montréal, il décida de se rendre en Saskatchewan à l'invitation d'un ami. Après avoir travaillé dans une ferme, il deviendra lui-même défricheur au nord de Prince Albert.
Devenu collaborateur au journal Patriote de l'Ouest, il écrira par la suite pour Le Courrier de l'Ouest d'Edmonton. Ne souhaitant pas administrer ses propres terres, il rêve de retourner à Montréal, mais il choisit plutôt d'occuper le secrétariat de l'association catholique des franco-canadiens de la Saskatchewan.
De 1923 à 1941, Frémont exercera sa plume  pour le journal manitobain La Liberté, où il remplacera le rédacteur Hector Héroux. Auteur des biographies de Pierre Radisson, Alexandre-Antonin Taché et Norbert Provencher, il occupera la fin de sa carrière à Radio Canada International et à la commission de l'information en temps de guerre.
En 1959, il fait paraître son œuvre la plus importante, intitulée Les Français dans l'Ouest canadien. Souhaitant raviver la mémoire de l'épopée française à l'Ouest du pays, il s'agit du recueil de ses trente-cinq années de recherches historiques. En 1967, à la veille du centenaire canadien, il meurt à Montréal.

## Œuvres
- Mgr Taché et la naissance du Manitoba, 1930
- Pierre Radisson, roi des coureurs des bois, 1933
- Mgr Provencher et son temps, 1935
- L'Histoire de l'Ouest canadien à l'école primaire
- Les Français dans l'Ouest canadien, 1959